# Chamaesipho columna
Chamaesipho columna är en kräftdjursart som först beskrevs av Lorenz Spengler 1790.  Chamaesipho columna ingår i släktet Chamaesipho och familjen Chthamalidae. Inga underarter finns listade i Catalogue of Life.

## Bildgalleri

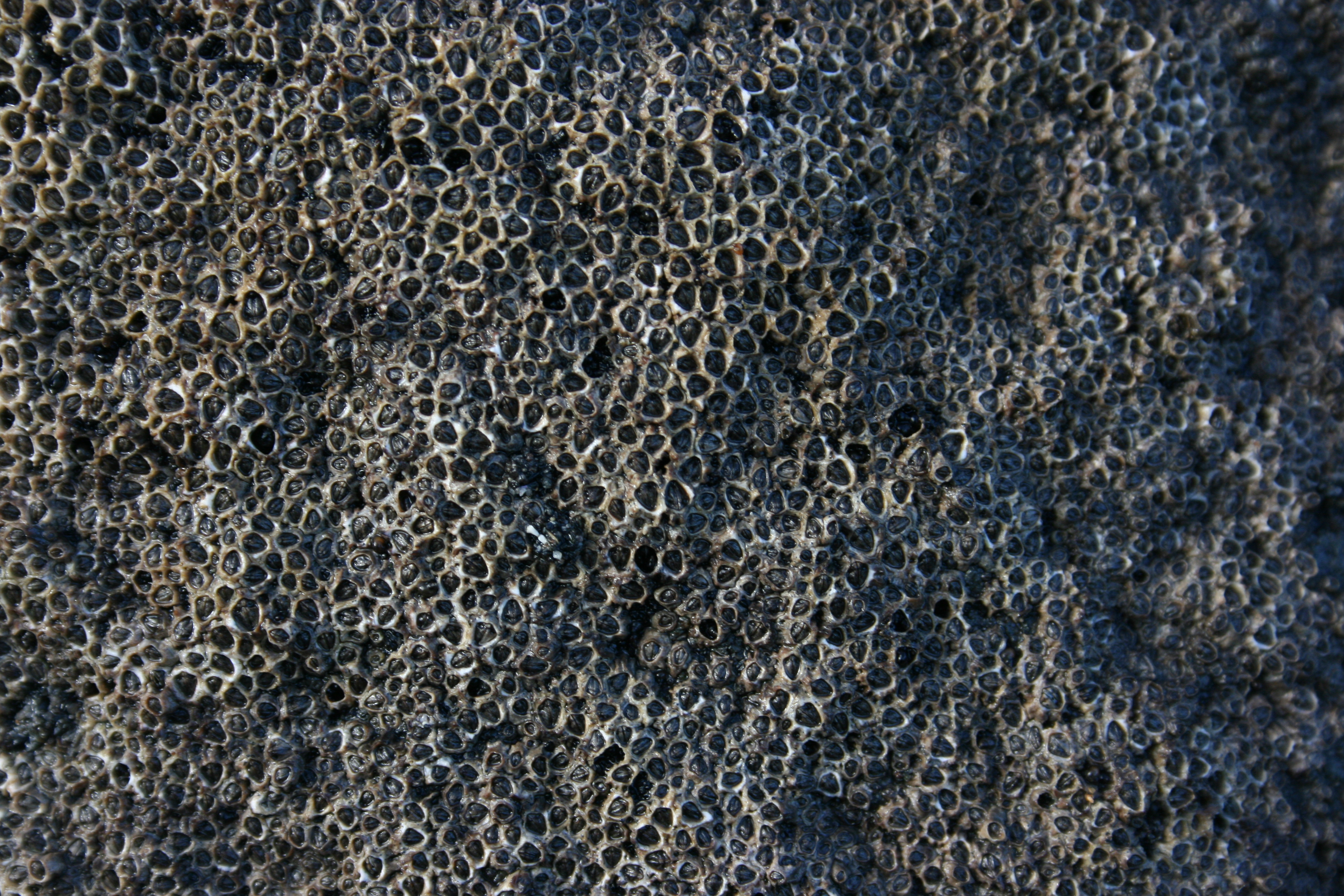